# 나는 예수님이 싫다
《나는 예수님이 싫다》(일본어: 僕はイエス様が嫌い, 영어: Jesus)는 2019년 5월에 개봉한 일본의 드라마 영화이다.
 오쿠야마 히로시가 감독과 각본을 맡았다.
 일본은 2019년 5월 31일에 홍콩은 2019년 7월 18일에 대한민국은 2019년 8월 8일에 개봉되었다.

## 줄거리
도쿄에서 한적한 시골 마을로 전학 오게 된 소년 '유라'

모든 게 낯설기만 한 어느 날, '유라' 앞에 작은 예수님이 나타난다.

“이 학교에서 친구가 생기게 해주세요”

'유라'는 자신의 소원을 들어주는 작은 예수님과

하루하루 아주 특별한 일상을 보내게 된다.
그러던 어느 날, '유라'의 일상을 뒤흔들

예기치 못한 사건이 벌어지게 되는데...

## 출연진
- 사토 유라 - 호시노 유라 역
- 오오쿠마 리키 - 오오쿠마 카즈마 역
- 채드 멀레인 - 작은 예수님 역
- 사에키 히나코 - 오오쿠마 리카코
- 키타야마 마사야스
- 타다노 아츠코
- 아키야마 켄이치